# Rehetré
Rehetré ókori egyiptomi királyné volt a IV. dinasztia végén. Hafré fáraó lánya és valószínűleg (fél)testvérének, Menkaurénak a felesége. Temetkezési helye egy gízai masztaba, benne fehér mészkőszarkofággal. Halotti kultusza a következő dinasztia idején is fennállt, papjait a közelében temették el, közte Kaemnofretet, a papok felügyelőjét. Kaemnofret sírjában kétszer ábrázolják Rehetrét, és azt is innen tudni, hogy Hafré leánya.
Sírját, a G8530-at Szelim Hasszán tárta fel 1934-35-ben. A sírba hosszú folyosó vezet, mely ezután derékszögben balra fordul és rövidebb folyosóban folytatódik. Ebből jobbra kápolna nyílik. Egyik sarkában benyílót alakítottak ki, a másik oldalon három oszlop közt egy mellékterembe jutunk. Innen lejtős folyosó vezet a sírkamrába. A szarkofágot üresen találták, tetején egy bika lábcsontjait, körülötte emberi csontokat, melyek lehet, hogy Rehetré csontjai. Egy falmélyedést is kialakítottak a kanópuszok számára, de ezek nem maradtak fenn. A padlón heverő törmelékben kisebb alabástromvázákat találtak, egy kanópuszedény fedelét, és egy alabástromtöredéket, rajta trónon ülő nő képével. Kanópuszedények darabjai előkerültek a kápolnából és az előudvarból is.
Kultusza papjainak felügyelője, Kaemnofret sírja a G8538. Ebben a sírban két jelenetben ábrázolják Rehetrét, előtte Kaemnofrettel; a képeken Rehetré lótuszvirágot emel orrához, egyszerű szabású hosszú ruhát és parókát visel, valamint kar-, bokapereceket és nyakláncot. Kaemnofret füstölőt tart kezében. Az alattuk lévő jelenetben négy szolga áldozati állatokat hoz.
Rehetré címei: A jogar úrnője (wr.t-ḥts), Aki látja Hóruszt és Széthet (m33.t-ḥrw-stš), A király felesége (ḥm.t-nỉswt), A király leánya (z3.t-nỉswt), A király vér szerinti leánya (z3.t-nỉswt n ẖt=f), Nagy kegyben álló (wr.t-ḥzwt).